# Chhimkeshwori
Chhimkeshwori – gaun wikas samiti w zachodniej części Nepalu w strefie Gandaki w dystrykcie Tanahu. Według nepalskiego spisu powszechnego z 2001 roku liczył on 350 gospodarstw domowych i 2295 mieszkańców (1187 kobiet i 1108 mężczyzn).